# Дума про Петра Калнишевського
Дума про Петра Калнишевського — українська народна дума що оспівує долю останнього кошового отамана Запорізької Січі Петра Калнишевського. Дума описує події 1775 року коли за указом імператриці Катерини ll Запорізька Січ була ліквідована, отаман Калнишевський не змирився з зруйнуванням Січі і не погодився скласти повноваження отамана, за що був арештований відправлений до Росії і довічно ув'язнений в Соловецькому монастирі. Був помилуваний в 1801 році, але через втрату зору і надзвичайно похилий вік не зміг повернутися до України. Помер в 1803 році на той момент доживши до 112 річного віку, українською церквою визнаний святим
.